# Amblyodipsas polylepis
Espèce
Synonymes
- Calamelaps polylepis Bocage, 1873
- Atractaspis hildebrandtii Peters, 1877
- Calamelaps miolepis Günther, 1888
- Calamelaps warreni Boulenger, 1908
- Calamelaps mellandi Boulenger, 1915

Amblyodipsas polylepis est une espèce de serpents de la famille des Lamprophiidae. 

## Répartition
Cette espèce se rencontre :
- en Afrique du Sud ;
- en Angola ;
- au Botswana ;
- dans les régions côtières du Kenya ;
- au Malawi ;
- au Mozambique ;
- en Namibie ;
- dans le sud de la République démocratique du Congo ;
- en Somalie ;
- dans l'Est et le Sud de la Tanzanie ;
- en Zambie ;
- au Zimbabwe.

## Liste des sous-espèces
Selon The Reptile Database (12 février 2014) :
- Amblyodipsas polylepis polylepis (Bocage, 1873)
- Amblyodipsas polylepis hildebrandtii (Peters, 1877)

## Description
C'est un serpent venimeux.

## Publications originales
- Bocage, 1873 : Melanges erpetologiques. II. Sur quelques reptiles et batraciens nouveaux, rares ou peu connus d‘Afrique occidentale. Jornal de Sciencias Mathematicas, Physicas e Naturaes Academia Real das Sciencias de Lisboa, vol. 4, p. 209-227 (texte intégral).
- Peters, 1877 : Übersicht der Amphibien aus Chinchoxo (Westafrika), welche von der Africanischen Gesellschaft dem Berliner zoologischen Museum übergeben sind. Monatsberichte der Königlichen Preussischen Akademie der Wissenschaften zu Berlin, vol. 1877, p. 611-620 (texte intégral).